# Szociális Unió
A Szociális Unió magyarországi balközép, szociáldemokrata párt volt. Alapítója 10 fő, az MSZP Társadalompolitikai Tagozat tagjaiból és elnöke Szili Katalin, az Országgyűlés volt elnöke (2002–2009), a Magyar Szocialista Párt (MSZP) egykori politikusa, aki 2010-ben távozott korábbi pártjából.

## Története
Szili Katalin korábban a Magyar Szocialista Pártban (MSZP) politizált. Már a Horn-kormányban államtitkári tisztséget töltött be, 2002 és 2009 között pedig az Országgyűlés elnöke volt. Gyurcsány Ferenc miniszterelnöksége majd pártelnöksége alatt egyre jobban eltávolodott a párt fő politikai irányvonalától. 2009 őszén lemondott házelnöki pozíciójáról, helyére Katona Béla került. Szili a Parlamentbe a 2010-es parlamenti választáson a Baranya megyei pártlistának vezetőjeként került be, az országos listán viszont nem szerepelt, ezzel tiltakozva az ellen, hogy Gyurcsány Ferenc kiemelkedő, 4. helyen szerepelt a párt országos listáján, valamint hogy a lista összetétele nem előremutató a párt megújítását tekintve, mivel azon kevés az új politikus. 2010. június 4-én egyedüli MSZP-s képviselőként vett részt a Parlamentben, a magyarság nemzeti tragédiájának számító trianoni békeszerződés évfordulójára meghirdetett nemzeti összetartozás napján, frakciótársai azonban nem voltak hajlandóak bemenni a munkahelyükre. 2009 nyarán megalakította a Szövetség a Jövőért Mozgalmat, egyes településeken önálló jelölteket indítva az önkormányzati választáson. Az MSZP számára sikertelen választás napján támogatóival együtt megalapította a Szociális Unió Pártot, másnap kilépett az MSZP-ből és annak parlamenti frakciójából is, ezután formálisan függetlenként, egyedüli politikusként képviselte pártját az Országgyűlésben.
2013-ban több szervezettel együtt a Szociális Unió is része lett annak az összefogásnak, amely programszövetségként megalapította a Közösség a Társadalmi Igazságosságért Néppártot (KTI).

## Szervezet

### Elnökei
| Név                      | hivatal kezdete          | hivatal vége             |
| A Szociális Unió elnökei | A Szociális Unió elnökei | A Szociális Unió elnökei |
| ------------------------ | ------------------------ | ------------------------ |
| Szili Katalin            | 2010                     | 2013                     |

## Választási eredmények
A párt se egyénileg, se pártszövetségben nem indult egy választáson sem, miután már 2013-ban a KTI része lett.